# Hexspeak

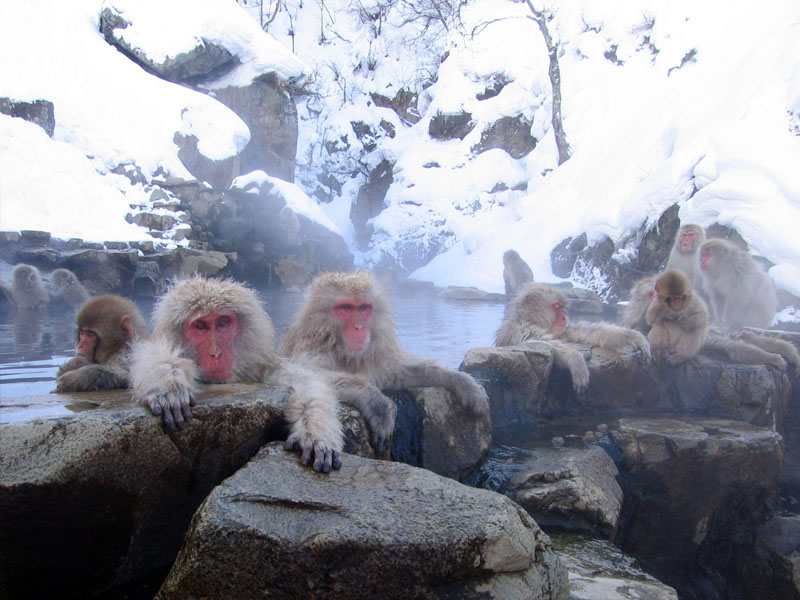
0xBADEAFFE in seinem Element

Hexspeak (von hexadezimal und engl. to speak = sprechen) nennt man Zahlen in hexadezimaler Notation, die auch als Wörter der meist englischen Sprache gelesen werden können, beispielsweise lautet die Dezimalzahl 57005 in hexadezimaler Darstellung DEAD (dead – tot). Deutschsprachige Entwickler verwenden auch deutsche Wortkombinationen wie beispielsweise BADEAFFE.
Hexspeak wurde von Programmierern erfunden, die für die Markierung von Daten oder Speicherbereichen eine magische Zahl als eindeutigen Identifikator benötigten. In der hexadezimalen Zahlendarstellung, in der neben den arabischen Ziffern 0123456789 auch die Buchstaben ABCDEF aus dem lateinischen Alphabet verwendet werden, können bestimmte Zahlen wie lesbare englische Wörter aussehen, wobei auch die Ziffern gelegentlich gemäß Leetspeak Buchstaben repräsentieren (z. B. kann die Ziffer 5 den Buchstaben S darstellen).

## Gebräuchliche Hexspeak-Zahlen
Derzeit (2010) haben die häufiger benutzten Hexspeak-Zahlen aufgrund der in heutigen Computersystemen verbreiteten 32-Bit-Architektur eine Länge von 32 bit (entsprechend 8 Hexadezimalziffern). Mit dem zunehmenden Aufkommen von 64-Bit-Systemen sind auch Hexspeak-Zahlen mit 64 bit häufiger anzutreffen, sie sind aber nach wie vor eher selten, ebenso wie Hexspeak-Zahlen mit 16 bit.
Bekannte Hexspeak-Zahlen sind beispielsweise:
| Hexadezimalzahl | englisch     | deutsch (etwa)                                |
| --------------- | ------------ | --------------------------------------------- |
| 0xDEADBEEF      | dead beef    | totes Rindfleisch                             |
| 0xDECAFBAD      | decaf bad    | koffeinfrei (ist) schlecht                    |
| 0xCAFEBABE      | cafe babe    | Café-Herzchen                                 |
| 0xC001CAFE      | cool cafe    | cooles Café                                   |
| 0xBAADF00D      | bad food     | schlechtes Essen                              |
| 0xBAADFEED      | bad feed     | schlechtes Futter                             |
| 0xC0EDBABE      | coed babe    | schöne Studentin                              |
| 0x1FEDBEEF      | one fed beef | ein gefüttertes Rind / ein verfüttertes Rind  |
| 0xBADCAB1E      | bad cable    | schlechtes Kabel                              |
| 0xBADC0DED      | bad coded    | schlecht programmiert                         |
| 0xC001D00D      | cool dood    | cooler Typ                                    |
| 0xDEADC0DE      | dead code    | toter Code                                    |
| 0xDEADDA7A      | dead data    | tote Daten                                    |
| 0x1BADBABE      | one bad babe | ein mieses Luder                              |
| 0xC0DEBA5E      | codebase     | Codebase (Gesamter Quelltext einer Anwendung) |
| 0xABAD1DEA      | a bad idea   | eine schlechte Idee                           |
| 0xBA55          | bass         | Bass                                          |
| 0xBADA55        | bad ass      | krasser Typ                                   |
| 0xB16B00B5      | big boobs    | große Brüste                                  |
| 0xBADEAFFE      |              | Bade-Affe                                     |
| 0xAFFED00F      |              | Affe doof                                     |
| 0xBADB007       | bad boot     | Schlechter Ladevorgang (Booten)               |
| 0xD00FEB0F      |              | Doofe BOF (Bedienoberfläche)                  |

## Hexspeak-Zahlen als magische Zahlen
Viele Prozessoren, Betriebssysteme und Debugger machen Gebrauch von magischen Zahlen; zur schnellen Identifizierung werden oft Hexspeak-Zahlen gewählt.
Bekannte Beispiele:
- 0xABADBABE (a bad babe) ist die magische Zahl für den Boot Zero Block bei Apple.
- 0xBAADF00D (bad food) wird bei Microsofts Funktion LocalAlloc(LMEM_FIXED) benutzt, um nicht-belegten Heap-Speicher zu erkennen.
- 0xDEADBEEF (dead beef) wird bei IBMs RS/6000-Systemen und bei Computern mit Mac OS auf 32-Bit-PowerPC-Prozessoren als magic debug number genutzt.[2]
- 0xFEE1DEAD (feel dead) wird im Linux-Systemaufruf reboot() benutzt.[3]
- 0xCAFEBABE (cafe babe) ist die magische Zahl aller Java-Klassendateien.[4]
- 0xBADCAB1E (bad cable) wird in Embedded Visual Studio vom On-Device Debugger verwendet, wenn die Verbindung vom Debugger zum Device während des Debugging unterbrochen wurde.
- 0xFEEDC0DE (feed code) wurde im Betriebssystem OS-9 als Initialisierungswert für noch unbelegten Speicher verwendet.
- 0xDEADFACE (dead face) stand im Betriebssystem OS-9 als magische Zahl am Anfang der Überschrift eines Moduls.

## Andere Notationen
Wie in den Beispielen oben benutzt auch die Programmiersprache C das Präfix 0x für die Kennzeichnung einer Zeichenfolge als Hexadezimalzahl. Dieses Präfix wird normalerweise ignoriert, wenn eine Hexspeak-Zahl als englischer Text interpretiert wird. Ein Gegenbeispiel ist das Netzwerkmanagementsystem CA Spectrum, welches zur Kommunikation zwischen Server- und Clientsystemen den TCP-Port 48879 verwendet, der in C-Notation als 0xbeef, also Ox beef (deutsch: Ochsenfleisch) gelesen wird. Da besonders bei der Programmierung eigener Anwendungen diese Portangabe häufig benötigt wird, wurde hier eine leicht zu merkende Eselsbrücke geschaffen.
Auch in anderen Notationen können solche Kennzeichnungen durchaus Bestandteil des englischen Textes werden. Beispiele:
- Im x86-Assembler werden hexadezimale Zahlen mit einem Suffix h gekennzeichnet. Hier wäre eine Hexspeak-Zahl beispielsweise 0FEEDADEADF15h (feed a dead fish – füttere einen toten Fisch).
- In der Programmiersprache Pascal bzw. anderen Assemblern wird hexadezimalen Zahlen ein $ vorangestellt. Damit sind Hexspeak-Zahlen möglich wie $EED (seed – die Saat, so wird der Vorgabewert eines Pseudozufallszahlengenerators bezeichnet).